# Sameh Talaat Hassan Hegazi
Sameh Talaat Hassan Hegazi (* 26. Juni 1987) ist ein bahrainischer Eishockeyspieler.

## Karriere
Sameh Talaat Hassan Hegazi nahm für die bahrainische Nationalmannschaft an den Winter-Asienspielen 2011 teil, bei denen er mit seiner Mannschaft den siebten und somit letzten Platz der Premier Division belegte. Er selbst bereitete in sechs Spielen zwei Tore vor. 2012 stand er im Aufgebot seines Landes bei der Eishockeymeisterschaft des Golfes.